# انظروا من عاد (رواية)
انظروا من عاد (بالألمانية: Er ist wieder da، وتترجم: «لقد عاد مرة أخرى») هي رواية ألمانية ساخرة عن أدولف هتلر بقلم تيمور فيرميس، وقد نُشرت في عام 2012 بواسطة إيتشبورن فيرلاج. وجرى تحويل الرواية إلى فيلم ألماني يحمل الاسم نفسه، والذي صدر عام 2015.

## حبكة الرواية
في عام 2011 يستيقظ أدولف هتلر في قطعة أرض شاغرة في برلين والتي يبدو أنها موقع الحديقة خارج قبو الفوهرر حيث جرى حرق جثته، دون أن يكون على علم بأي شيء حدث بعد وفاته في عام 1945. يسير بلا مأوى ولا مال، ويشرح كل ما يراه ويختبره في عام 2011 من منظور نازي - مثلًا، يفترض أن الأتراك في ألمانيا هم مؤشر على أن كارل دونيتز قد أقنع تركيا بالانضمام إلى دول المحور، ويعتقد أن ويكيبيديا تحمل اسم Wikinger ("الفايكنج").
وعلى الرغم من أن كل من يمر به يعرفه، إلا أن لا أحد يصدق أنه هتلر؛ بل يعتقدون أنه إما ممثل كوميدي أو ممثل منهجي. ثم يظهر في برنامج تلفزيوني متنوع يسمى Whoa، Dude!، ويخرج عن النص المكتوب لبث آرائه الخاصة. وتصبح مقاطع الفيديو الخاصة بتصريحاته الغاضبة رائجة بشكل كبير على موقع يوتيوب، ويحقق مكانة المشاهير الحديثة كمؤدٍ. لكن صحيفة بيلد تحاول جذبه، لكن تجري مقاضاتها للإشادة به. ويهاجمه النازيون الجدد الذين افترضوا أنه يسخر من ذكرى هتلر، غير مدركين أنه هتلر الحقيقي. وفي النهاية يستخدم شعبيته للعودة إلى السياسة.